# Налес, Андреа
Андреа Мария На́лес (нем. Andrea Maria Nahles; род. 20 июня 1970, Мендиг) — немецкий политик, лидер СДПГ (2018—2019 годы). В третьем кабинете Ангелы Меркель в 2013—2017 годах занимала должность федерального министра труда и общественных дел Германии. После выборов в бундестаг 2017 года занимала должность председателя фракции СДПГ в бундестаге.

## Биография
Андреа Налес выросла в семье каменщика из Рейнланд-Пфальца. В 1989 году окончила гимназию и получила аттестат зрелости. Изучала политические науки, философию и германистику в Боннском университете.
В 18 лет вступила в СДПГ, несколько лет возглавляла региональную молодёжную организацию в Кобленце. В студенческие годы работала помощником депутата бундестага. В 1997 году вошла в состав правления партии, с 2003 года является членом президиума СДПГ. В СДПГ была соучредительницей Форума демократических левых—21, примыкала к левому крылу партии, резко критиковала программу Герхарда Шрёдера «Agenda 2010» как неолиберальную.
В 1998 году впервые была избрана депутатом бундестага. В 2004 году приступила к работе над докторской диссертацией, которую пришлось прервать в связи с повторным избранием в бундестаг в 2005 году. С января 2008 года Налес входит в руководство фракции СДПГ в бундестаге. 17 декабря 2013 года Налес была назначена на должность федерального министра труда и общественных дел Германии в коалиционном правительстве Ангелы Меркель.
27 сентября 2017 года избрана председателем фракции СДПГ в Бундестаге, став первой женщиной в этой должности.
22 апреля 2018 года избрана лидером СДПГ (также став первой женщиной в этой должности за всю 154-летнюю историю партии). Получив 66 % голосов, Налес победила в противостоянии с мэром Фленсбурга, бывшей сотрудницей полиции Симоной Ланге и сменила на посту председателя партии Мартина Шульца, ушедшего в отставку после тяжёлого поражения социал-демократов на парламентских выборах 24 сентября 2017 года.
2 июня 2019 года подала в отставку с обеих своих должностей — лидера партии и лидера фракции в бундестаге. Причиной стали неудачи на выборах 26 мая: по итогам европейских выборов СДПГ получила 15,8 % голосов, что оказалось на 11,5 % ниже её результата в 2014 году и впервые в истории — хуже показателей партии «зелёных»; кроме того, в тот же день на земельных выборах в Бремене социал-демократы впервые за последние 73 года уступили ХДС. Полномочия председателя СДПГ сложила 3 июня, лидера фракции — 4 июня.

## Личная жизнь
В 2009 году Андреа Налес вышла замуж за искусствоведа Маркуса Фрингса. В 2011 году у супругов родилась дочь.

## Публикации
- Frau, gläubig, links. Was mir wichtig ist. Pattloch Verlag, München 2009, ISBN 978-3-629-02239-4.
- Die Kamera sieht alles — Wie frau sich in Polit-Talkshows verhalten sollte. In: Sascha Michel, Heiko Girnth (Hrsg.): Polit-Talkshows — Bühnen der Macht. Ein Blick hinter die Kulissen. Bouvier, Bonn 2009, ISBN 978-3-416-03280-3, S. 174—176.